# کرتون، سافک
کرتون (به انگلیسی: Kirton) یک روستا و محله مدنی در بریتانیا است که در Suffolk Coastal واقع شده‌است. کرتون ۸٫۳ کیلومتر مربع مساحت و ۱٬۱۴۶ نفر جمعیت دارد.